# 元木行哉
元木 行哉（もとき いくや、1969年10月16日 - ）は、大阪府出身の俳優および脚本家である。血液型はA型で身長は180cm。所属事務所は株式会社ハーモニー。1998年までの旧芸名は野田行哉。

## 経歴
大阪の高校時代にサッカー部の主将として活動する一方、美術専門学校にも通いデザインを専攻、バンド活動（ボーカル担当）も行っていた。
映画監督の北村龍平とは高校時代の同級生。
柴田恭兵、真田広之に憧れ、JACの入所を中学生の頃本気で考えたが、「入所金が高かった」という理由で断念したという。
高校を卒業後、上京してヒラタオフィスのタレントオーディションで合格。演技・ダンスを学ぶ。
その後、オーディションで麻丘めぐみから「付き人をやらないか?」と言われ、早く色んな現場を見て現場で学びたいからと、数時間後には決心をしてヒラタオフィスを辞める。
1988年に舞台「望郷の詩」でデビュー。2002年に麻丘めぐみと演劇集団「シアタードリームズカンパニー」を設立。自身でプロデュースや脚本、演出なども務める。
2006年に同劇団を退席、2007年にはTHEポッシボー初主演舞台を演出している。
令和元年、東京から山口県下松市に移住。
バラエティ番組、情報番組のリポーター、MCなどでも活動。2020TOKYOオリンピックの聖火ランナーにも選ばれる。

## 人物
- 車と写真を撮るのが趣味。母親も写真展で入賞している（本人のブログ参照）高校時代からバイク好きでバイクを所有していたこともあるが、舞台の共演者が本番前にバイクで事故を起こし降板。それをきっかけに本人はバイクを手放した。
- 男性から特に慕われ、愛称は「イク」。ファンからも「イクさん」「イク」と呼ばれ、俳優仲間や先輩からも「イクちゃん」などと呼ばれている。藤田まことの付き人も経験があり「俳優としての師匠」とし「センセイ」と自身が呼ぶ。それもあってかはぐれ刑事純情派では、その愛称がそのまま役名となったという。
- 王貞治を尊敬、藤村俊二を「芸能界の親父」と慕い、藤村が経営するオヒョイズバーで一時アルバイトをしていたこともある。田中美里、上地雄輔、南沙織、SET野添義弘、小澤征悦、宮本和知、笹峯愛、村田雄浩、伊藤洋三郎、岡田奈々、奥菜恵と交友関係も広い。
- 「The Maple Seed」（2014年製作）という映画で当時まだ子役であったSnow Man・ラウールと共演したのがきっかけで、彼が舞台や映画などを観に来るなど親交もある。
- 犬好きでミニチュアダックスフントとチワワを飼っている。
- 浜崎あゆみの大ファン。
- 彼が創り上げる舞台作品は、繊細な人間愛や家族愛をテーマに描く作品が多い。
- 映画の撮影の為に船舶免許を取得するなど、徹底して役作りをする
- 50歳を機にゴルフにハマり、2022年に加藤ローサとゴルフ番組を始めている。

## 出演

### テレビドラマ
- 月曜女のサスペンス恐怖の絵日記（1989年、テレビ東京）
- はぐれ刑事純情派（1992年 - 1993年レギュラー、テレビ朝日） - 「BARさくら」の店員 いくちゃん 役
- 警部補・古畑任三郎（1994年、フジテレビ） - 大島役
- 照柿（1995年、NHK）
- 暴れん坊将軍VI（1996年、テレビ朝日） - 大垣源太郎役
- 月曜ドラマスペシャル『草津ゆけむりツアー殺人事件』（1996年、TBS）
- 美味しんぼ（1997年、フジテレビ） - 岡星良三役
- 天国に一番近い男（1999年、TBS）
- お水の花道（1999年、フジテレビ）
- 傷だらけの女（1999年、フジテレビ）
- 棟居刑事シリーズ 棟居刑事の黙示録（2000年、テレビ朝日）
- 日本テレコムドラマスペシャル いくつもの海を越えて（2001年、日本テレビ）
- ドラマ24・嬢王 第1作（2005年、テレビ東京） - 中坊慎一役・レギュラー
- 帝王（2009年、毎日放送） - 佐藤役
- トクボウ　警視庁特別防犯課（2014年、読売テレビ）
- 天才を育てた女房（2018年、読売テレビ）
- シグナル　長期未解決事件捜査班（2018年、フジテレビ）- 萩沼郁人役・準レギュラー
- ヒモメン（2018年、テレビ朝日）
- 主婦カツ!（2018年、NHK BSプレミアム）
- ドロ刑　-警視庁捜査三課-（2018年、日本テレビ）
- よつば銀行 原島浩美がモノ申す!〜この女に賭けろ〜（2019年、テレビ東京）
- 神酒クリニックで乾杯を（2019年、BSテレビ東京）
- たべものがたり　元木食堂（2020年、Kビジョン）-主演

### 映画
- 天国の大罪（1992年、東映）
- 月夜とチーズケーキ（2002年）
- JAZZ（2004年）
- 東京の光（2013年）
- 止まらない遊泳（2013年）
- オセロ（2013年）
- OYAKO（2013年）主演・木下涼次　役
- The Maple Seed（2014年）主演・筑島健一　役
- はつ恋（2014年）　竹野内明人　役
- ルパン三世（2014年）
- ネスレシアター　そちらの空は、どんな空ですか?（2015年）数学教師役
- 恋（2015年）吉野博史　役
- 大城湯けむり狂騒曲（2016年）小橋伸広 役
- ただいま!（2018年）主演・栗田純平 役
- だからよー鶴見（2020年、渡辺熱監督）沖縄物産店員 比嘉 孝 役
- 凪の島（2022年）- 武居幸司 役

### Vシネマ
- 本気!
- 実録・仁義なき戦い 腐れ外道

### CM
- NECパソコンフェア（1994年）
- 紳士服ゼビオ（1999年）
- 東芝モバビジョン（2005年）
- 日本たばこ産業　ピース（2014年）
- セキスイハイム　ドリームハイム（2016年）
- Tカード（2019年）
- NTTdocomo（2019年）

### 舞台
- 望郷の詩（1988年）
- 必殺仕事人（1989年 - 1991年）
- 人生まわり舞台（1992年）
- 夫婦善哉（1993年）
- ブラック・コメディ（1993年 演出・萩本欽一）
- 月の氷柱・もうひとつのかまいたち（1994年 演出・山崎大輔）
- わが町（1997年 演出・鴨下信一）
- 取調室（1999年）
- 眠れる森の美女（1999年 演出・野村万之丞）
- ラストダンス（2000年）
- SET A TRAP（2001年）
- Ties（2001年）
- Chicken Soup（2002年）
- 吉幾三特別公演（2002年）
- TSUTENKAKU（2002年）
- さくら（2003年 演出・ケラリーノ・サンドロヴィッチ）
- TaiL〜ラピスラズリ〜（2003年）
- プワゾンの匂う女（2004年）
- canon（2004年）
- ザ・ドリフ3/5 夢の芝浜繁盛記（2005年）
- 300g（2005年）
- H（2006年）
- トリセツ（2006年）
- doubt!（2006年）
- Fish Tale!（2010年）
- デッドストックユニオン作品（2010年〜2019年）
- ウェルカムホーム（2016年）
- たおれても　たおれても（2018年）

### MV
- AKB48『鈴懸の木の道で「君の微笑みを夢に見る」と言ってしまったら僕たちの関係はどう変わってしまうのか、僕なりに何日か考えた上でのやや気恥ずかしい結論のようなもの』

### VP
- 大京ライオンズマンション多摩境 STATION RESIDENCE（2007年）
- 消防庁PRビデオ FIRE VOLUNTEER（熱き想い、熱き心を!）主演（2008年）

### 朗読劇
- ポエティック・シンフォニー

### 脚本
- Ties （2001年）
- Chicken Soup （2002年）
- TSUTENKAKU （2002年）
- TaiL〜ラピスラズリ〜 （2003年）
- canon （2004年）
- 300g （2005年）
- doubt! （2006年）
- Ties2007（2007年）

### バラエティ・情報番組
- 元木行哉のるーらるさんぽ（2019年、Kビジョン）
- タウンニュース（2019年-、Kビジョン）MC
- オジキャン（2019年-、Kビジョン・周南シティケーブル・アイキャン）
- 田中秀道Presents ゴルフをモッと好きになロ〜（2022年-）MC